# Maria Theresia af Østrig (1767-1827)
 Der er flere personer med dette navn, se Maria Theresia (flertydig).
Maria Theresia (14. januar 1767–7. november 1827) var en østrigsk ærkehertuginde, der kortvarigt var dronning af Sachsen fra maj til november 1827. Hun var datter af den tysk-romerske kejser Leopold 2. og gift med kong Anton 1. af Sachsen.

## Biografi

### Tidlige liv
Maria Theresia blev født den 14. januar 1767 i Firenze, hovedstaden i Toscana, som det ældste barn af den daværende Storhertug Peter Leopold af Toscana i hans ægteskab med Infantinde Maria Ludovika af Spanien, datter af kong Karl 3. af Spanien.
Hendes far var en yngre søn af Maria Theresia af Østrig og den Tysk-romerske kejser Frans 1. Stefan. Leopold havde ved faderens død i 1765 arvet storhertugdømmet Toscana, som han regerede, indtil han i 1790 blev Tysk-romersk kejser som Leopold 2. ved storebroderen kejser Josef 2.s død.
Maria Theresia voksede op med sine mange søskende ved faderens hof i Toscana.

### Ægteskab
Maria Theresia blev gift per stedfortræder den 8. september 1787 i Firenze med den 11 år ældre daværende Prins Anton af Sahcsen, en yngre søn af kurfyrst Frederik Christian af Sachsen og prinsesse Maria Antonia af Bayern. Parret bekræftede deres ægteskab personligt den 18. oktober 1787 i Dresden.
I anledning af brylluppet var det planlagt at uropføre Mozarts opera Don Giovanni den 14. oktober i Prag, hvor Maria Theresia gjorde ophold på sin rejse fra Firenze til Dresden. Det lykkedes dog ikke at overholde datoen.

### Senere liv
Anton var sine forældres femte søn. Som prins levede han tilbagetrukket. Han fik ingen apanage, og han fik heller ingen uddannelse som en fremtidig konge.
Først i 1827 efterfulgte han som 71-årig sin bror Frederik August 1. som konge af Sachsen. Maria Theresia nåede imidlertid kun at være dronning af Sachsen i seks måneder og to dage før sin død. Hun døde den 7. november 1827 i Leipzig, hvor kongeparret befandt sig på deres hyldningsrejse gennem kongeriget.
Hun blev begravet i Katholische Hofkirche i Dresden. Kong Anton overlevede sin hustru med ni år og døde den 6. juni 1836 i Dresden.

## Børn
Maria Theresia og Anton fik fire børn, der alle døde som spædbørn:.
- Maria Ludovika (14. marts 1795 – 25. april 1796)
- Frederik August (født og død 5. april 1796)
- Maria Johanna (5. april 1798 – 30. oktober 1799)
- Maria Theresia (født og død 15. oktober 1799)